# ناروجين
ناروجين هي بلدة، في أستراليا، تقع في أستراليا الغربية، بلغ عدد سكانها 4,219  نسمة وذلك حسب إحصائيات سنة 2011، رمزها البريدي هو 6312.

## المناخ
يظهر الجدول التالي التغييرات المناخية على مدار السنة لناروجين:
| البيانات المناخية لـناروجين       | البيانات المناخية لـناروجين | البيانات المناخية لـناروجين | البيانات المناخية لـناروجين | البيانات المناخية لـناروجين | البيانات المناخية لـناروجين | البيانات المناخية لـناروجين | البيانات المناخية لـناروجين | البيانات المناخية لـناروجين | البيانات المناخية لـناروجين | البيانات المناخية لـناروجين | البيانات المناخية لـناروجين | البيانات المناخية لـناروجين | البيانات المناخية لـناروجين |
| الشهر                             | يناير                       | فبراير                      | مارس                        | أبريل                       | مايو                        | يونيو                       | يوليو                       | أغسطس                       | سبتمبر                      | أكتوبر                      | نوفمبر                      | ديسمبر                      | المعدل السنوي               |
| --------------------------------- | --------------------------- | --------------------------- | --------------------------- | --------------------------- | --------------------------- | --------------------------- | --------------------------- | --------------------------- | --------------------------- | --------------------------- | --------------------------- | --------------------------- | --------------------------- |
| الدرجة القصوى °م (°ف)             | 43.7 (110.7)                | 44.7 (112.5)                | 40.9 (105.6)                | 36.1 (97.0)                 | 32.2 (90.0)                 | 26.2 (79.2)                 | 22.2 (72.0)                 | 26.3 (79.3)                 | 36.4 (97.5)                 | 37.8 (100.0)                | 42.1 (107.8)                | 43.2 (109.8)                | 44.7 (112.5)                |
| متوسط درجة الحرارة الكبرى °م (°ف) | 31.0 (87.8)                 | 30.2 (86.4)                 | 27.3 (81.1)                 | 23.0 (73.4)                 | 18.5 (65.3)                 | 15.4 (59.7)                 | 14.6 (58.3)                 | 15.3 (59.5)                 | 17.7 (63.9)                 | 21.0 (69.8)                 | 25.5 (77.9)                 | 28.9 (84.0)                 | 22.4 (72.3)                 |
| متوسط درجة الحرارة الصغرى °م (°ف) | 14.1 (57.4)                 | 14.3 (57.7)                 | 13.0 (55.4)                 | 10.4 (50.7)                 | 7.9 (46.2)                  | 6.4 (43.5)                  | 5.3 (41.5)                  | 5.1 (41.2)                  | 6.0 (42.8)                  | 7.4 (45.3)                  | 10.1 (50.2)                 | 12.3 (54.1)                 | 9.4 (48.9)                  |
| أدنى درجة حرارة °م (°ف)           | 4.3 (39.7)                  | 3.9 (39.0)                  | 3.3 (37.9)                  | −0.4 (31.3)                 | −2.4 (27.7)                 | −2.7 (27.1)                 | −2.7 (27.1)                 | −2.7 (27.1)                 | −3.1 (26.4)                 | −1.7 (28.9)                 | 0.0 (32.0)                  | 1.8 (35.2)                  | −3.1 (26.4)                 |
| معدل هطول الأمطار مم (إنش)        | 12.8 (0.50)                 | 15.9 (0.63)                 | 20.6 (0.81)                 | 29.8 (1.17)                 | 62.9 (2.48)                 | 87.1 (3.43)                 | 87.7 (3.45)                 | 67.8 (2.67)                 | 46.1 (1.81)                 | 31.4 (1.24)                 | 18.2 (0.72)                 | 14.1 (0.56)                 | 494.1 (19.45)               |
| متوسط الأيام الممطرة              | 2.3                         | 2.9                         | 3.7                         | 6.3                         | 11.0                        | 14.6                        | 15.6                        | 14.2                        | 11.3                        | 8.5                         | 5.2                         | 3.0                         | 98.6                        |
| المصدر: Bureau of Meteorology     |                             |                             |                             |                             |                             |                             |                             |                             |                             |                             |                             |                             |                             |

## مدن توأم
المدن التوأم:
- علي صبيح.

## أعلام
- ستيفن سميث
- هيرب غراهام
- بيفان جورج
- باري كيبل
- أشلي نيلسون